# Ołeksandr Nazarenko
Ołeksandr Jewhenijowycz Nazarenko, ukr. Олександр Євгенійович Назаренко (ur. 1 lutego 2000 w Dniepropetrowsku, Ukraina) – ukraiński piłkarz, grający na pozycji pomocnika.

## Kariera piłkarska

### Kariera klubowa
Wychowanek klubu Dnipro Dniepropetrowsk, barwy którego bronił w juniorskich mistrzostwach Ukrainy (DJuFL). Karierę piłkarską rozpoczął 6 sierpnia 2016 w drużynie juniorskiej Dnipra U-17. 15 lipca 2017 debiutował w podstawowym składzie Dnipra w meczu z Reał Farma Odessa (1-2). Pod koniec sezonu 2017/18 w drugiej lidze przeniósł się do nowo powstałego SK Dnipro-1.

### Kariera reprezentacyjna
Występował w juniorskiej i młodzieżowej reprezentacjach Ukrainy.

## Sukcesy i odznaczenia

### Sukcesy klubowe
SK Dnipro-1
- mistrz Perszej lihi Ukrainy: 2018/19

### Sukcesy reprezentacyjne
Ukraina U-21
- brązowy medalista Mistrzostw Europy U-21: 2023